# الحزب الشيوعي - النجم الاحمر
الحزب الشيوعي - النجم الأحمر (بالإسبانية: Partido Comunista - Estrella Roja) كان مجموعة منشقة عن الحزب الشيوعي البيروفي ظهرت في بداية السبعينيات في بيرو. عارض الحزب المشاركة في الانتخابات.